# کالدس د مالابیا
کالدس د مالابیا (به اسپانیایی: Caldes de Malavella) یک شهرستان در اسپانیا است که در خرنا واقع شده‌است.

## خصوصیات
کالدس د مالابیا ۵۷٬۳۵ کیلومترمربع مساحت و ۶٬۷۱۰ نفر جمعیت دارد و ۸۴ متر بالاتر از سطح دریا واقع شده‌است.